# Offensive du Croissant pétrolier (2018)
Pour les articles homonymes, voir Offensive du Croissant pétrolier.
Deuxième guerre civile libyenne
Batailles
- Benghazi (2014)
- Aéroport de Tripoli (en)
- Benghazi (2014–17)
- Oubari
- Kikla
- Derna (2015–16)
- Zliten
- Croissant pétrolier (janv. 2016)
- Syrte (2016)
- Croissant pétrolier (sept. 2016)
- Croissant pétrolier (2017)
- Birak (2017)
- Derna (2018–19)
- Croissant pétrolier (2018)
- Tripoli (2018)
- Fezzan
- Tripoli (2019–20)
- Syrte (2020)
- Tripolitaine orientale (2020)

L'Offensive du Croissant pétrolier se déroule du 14 au 26 juin 2018, lors de la deuxième guerre civile libyenne et est lancée par des forces rassemblées autour d'Ibrahim Jadhran pour reprendre le contrôle des terminaux pétroliers à l'autoproclamée « Armée nationale libyenne » (ANL), dirigées par le maréchal Khalifa Haftar.

## Prélude
En septembre 2016, les milices de l'autoproclamée « Armée nationale libyenne » (ANL), dirigées par le maréchal Khalifa Haftar et affiliées au gouvernement de Tobrouk, s'étaient emparées à l'issue d'une offensive-éclair des régions de Ras Lanouf et d'al-Sedra (en), qui forment le « Croissant pétrolier » libyen,. Cette zone étaient auparavant tenue par la « Garde des installations pétrolières » (GIP), dirigés par Ibrahim Jadhran (en), qui avait défié les différents gouvernements libyens en bloquant pendant deux ans les exportations de pétrole,.

## Déroulement
Le 14 juin 2018, près de deux ans après sa déroute, Ibrahim Jadhran réapparaît et annonce dans une vidéo la création de la « Force de libération du croissant pétrolier »,, avec pour objectif de reprendre les sites pétroliers. Les combats débutent le même jour,. La Force de libération du croissant pétrolier rassemblerait d'anciens membres des Gardes des installations pétrolières et des combattants des Brigades de défense de Benghazi. Le 21 juin, Ahmed al-Mesmari, le porte-parole de l'ANL, déclare également que 1 000 « mercenaires tchadiens » participent aux combats au côté des forces d'Ibrahim Jadhran, probablement des combattants de l'UFR. Plus de 1 000 rebelles tchadiens auraient été engagés.
L'offensive est lancée alors que l'Armée nationale libyenne est engagée dans la bataille de Derna, ce qui pourrait expliquer le timing de l'attaque, qui viserait à faire subir un revers à l'ANL avant que Derna ne tombe et qu'elle devienne la puissance incontestée dans l'Est.
Les combats débutent le 14 juin, au sud des terminaux pétroliers de Ras Lanouf et d'al-Sedra,. Les affrontements touchent ensuite les deux villes. La NOC annonce l'évacuation de son personnel et l'arrêt des exportations dans les ports de Ras Lanouf et d'al-Sedra,. Le porte-parole de l'ANL affirme le même jour que les attaques ont été repoussées, mais les combats se poursuivent. L'ANL a également l'avantage de disposer de forces aériennes, contrairement à ses adversaires,,.
L'offensive est condamnée par le Gouvernement d'union nationale (GNA), basé à Tripoli. Fayez el-Sarraj dénonce dans un communiqué « un acte susceptible de menacer la sécurité et la stabilité du pays et raviver la discorde. [...] Cette escalade irresponsable pousse le pays vers une guerre civile ». Le gouvernement de Tobrouk, pour sa part, accuse le Gouvernement d'union nationale d'être « derrière l'attaque » et affirme que les « milices d'Ibrahim Jadhran » ont conclu une alliance avec les Brigades de défense de Benghazi. Les attaques sont aussi condamnées par la Mission d'appui des Nations unies en Libye, les États-Unis et la France,. La tribu des Magarha, dont est issu Ibrahim Jadhran, ne soutient également pas l'offensive.
Le 18 juin, la NOC déplore des « pertes catastrophiques » après la destruction de deux réservoirs de la raffinerie de Ras Lanouf. Elle indique qu'après « la perte des réservoirs de stockage n°2 et n°12 au terminal de Ras Lanouf », la capacité de stockage de Ras Lanouf, qui était de 950 000 barils de brut, est désormais réduite à 550 000 barils et que « reconstruire ces réservoirs pourrait prendre des années, surtout dans la situation actuelle d’insécurité.Cet incident coûtera des centaines de millions de dollars pour la reconstruction et des milliards en termes de perte d’opportunités de vente ». La production, qui était de plus d'un million de barils par jour, est réduite à 450 000 barils. Selon le Trésor américain, les combats ont coûté à la Libye 1,4 milliard de dollars de revenus perdus.
Le 21 juin, les troupes du maréchal Khalifa Haftar lancent une contre-offensive après plusieurs jours de combats intermittents. L'opération  est baptisée « Invasion sainte ». En quelques heures, l'ANL reprend l'avantage et annonce avoir repris le contrôle des deux terminaux pétroliers,. Les forces d'Ibrahim Jadhran sont repoussées vers l'Ouest et le Sud,, tandis que l'UFR tchadienne se serait repliée vers le sud du pays. Le 26 juin, l'ANL annonce la fin des opérations militaires dans le Croissant pétrolier.

## Les pertes
Le bilan total des pertes n'est pas connu. L'hôpital d'Ajdabiya fait état de 16 morts dans les rangs de l'ANL le 21 juin.

## Conséquences
À la fin des combats, le maréchal Haftar décide cependant de ne pas restituer la production de pétrole à la Compagnie nationale de pétrole (NOC), dont le siège est établi à Tripoli, mais à une branche parallèle, basée à l'Est, allant ainsi à l'encontre d'une entente conclue avec le Gouvernement d'union nationale (GNA),. Mais l'ONU marque son opposition, de même que les États-Unis et les pays européens dont les entreprises ne sont pas autorisées à signer avec le gouvernement de Tobrouk. Le 10 juillet, le maréchal Haftar fait machine arrière et restitue la gestion des terminaux pétroliers à la NOC de Tripoli,. 
Le 12 septembre, les États-Unis et le comité de sanctions chargé de la Libye du Conseil de sécurité des Nations unies adoptent des sanctions contre Ibrahim Jadhran avec un gel des avoirs et une interdiction de voyager,.